# Isetnofret II
Isetnofret II var en egyptisk drottning (stor kunglig hustru). 
Hon tillhörde kungafamiljen av födsel. Hon var troligen dotter till antingen prins Khaemwaset, eller också till farao Ramses II och möjligen drottning Isetnofret I.
Hon var gift med sin morbror eller bror farao Merneptah och mor till farao Seti II. 